# Miroslava Partlová
Miroslava Partlová (* 2. dubna 1985, Malacky) je slovenská divadelní a televizní herečka.

## Život
Studovala hudebně-dramatický obor na konzervatoři v Bratislavě. Jako herečka začínala v divadlech Nová scéna, později v Slovenském národním divadle. Účinkovala ve více inscenacích, ale zejména muzikálech (Hamlet, Na skle malované, West Side Story, Fontána pro Zuzanu). V současnosti (2013) je známá jako Angie ze seriálu Panelák.

## Filmografie
- 1998 – Za mestskými múrmi (TV seriál)
- 2002 – Čierna pani (TV film)
- 2008 – Panelák (TV seriál)
- 2009 – x = x +1

### Relace
- 2001 – Osem a pol
- 2009 – Mini Talent show
- 2013 – Slávik 2012